# Vassílis Mazoménos
Vassílis Mazoménos (grec: Βασίλης Μαζωμένος), nascut a Atenes (Grècia) el 1964, és un director, productor de cinema i guionista grec.

## Biografia
Fill de Mimis Mazoménos, lluitador de la resistència grega, Vassílis Mazoménos estudia ciència política a la Universitat d'Atenes.
Va treballar com a director artístic del Festival Internacional de Cinema Documental de Kalamata i va ser vicepresident del Centre de Cinema Grec. Del 2005 al 2011 va ser professor de cinema.
Des del 2012, va ensenyar cinema i va produir curtmetratges a Horme Pictures.
Les pel·lícules de Mazoménos estan presents a diversos festivals internacional. La seva pel·lícula 10i Mera va rebre el premi de l’ Athens Panorama of European Cinema el 2012.

## Premis i nominacions
Mazoménos ha guanyat diverses vegades els premis de l'Acadèmia de Cinema Hel·lènic Grec (2010, 2013, 2018). Va rebre l’ European Fantasy Award l'any 1999 per la seva pel·lícula To hrima - Mia mythologia tou Skotous, que també va guanyar el premi especial del jurat al Fantasporto el mateix any i el premi Anima’t a la millor pel·lícula d’animació al XXXII Festival Internacional de Cinema Fantàstic de Catalunya.

## Filmografia
- Meres orgis, ena requiem gia tin Evropi (1995)
- O thriamvos tou hronou (1996)
- To hrima - Mia mythologia tou Skotous (1998)
- I mnimi (2002)
- Logoi kai amartimata (2004)
- Enokhé (2009)
- 10i mera (2012)
- Diarixi (2016)
- Exoria (2019)